# 1999 au Liban
Chronologie du Liban
- 1995
- 1996
- 1997
- 1998
- 1999
- 2000
- 2001
- 2002
- 2003

Cet article présente les faits marquants de l'année 1999 au Liban ou concernant ce pays.

## Évènements
- 28 février : 3 soldats israéliens dont un général sont tués par le Hezbollah au Sud-Liban[1].
- 8 juin : 4 magistrats sont assassinés à Saïda[2]
- 24 juin : importante offensive aérienne israélienne contre le Liban[1].

## Cinéma
- Autour de la maison rose (titre originel Al-bayt al-zahr, en arabe البيت الزهر), film franco-canado-libanais réalisé par Joana Hadjithomas et Khalil Joreige et sorti en 1999.

## Sport
- Championnat du Liban de football 1998-1999 : c'est le club d'Al Ansar, tenant du titre depuis 1988, qui remporte à nouveau le championnat cette saison, après avoir terminé en tête du classement final avec dix points sur Safa Beyrouth et douze sur Al Tadamon Tyr. C'est le onzième titre (consécutif) de champion du Liban de l'histoire du club, qui réalise le doublé en s'imposant en finale de la Coupe du Liban face à Homenmen Beyrouth.
- Basket Ball : La Sagesse, champion du Liban 1999[3].